# جمهوری خواهر

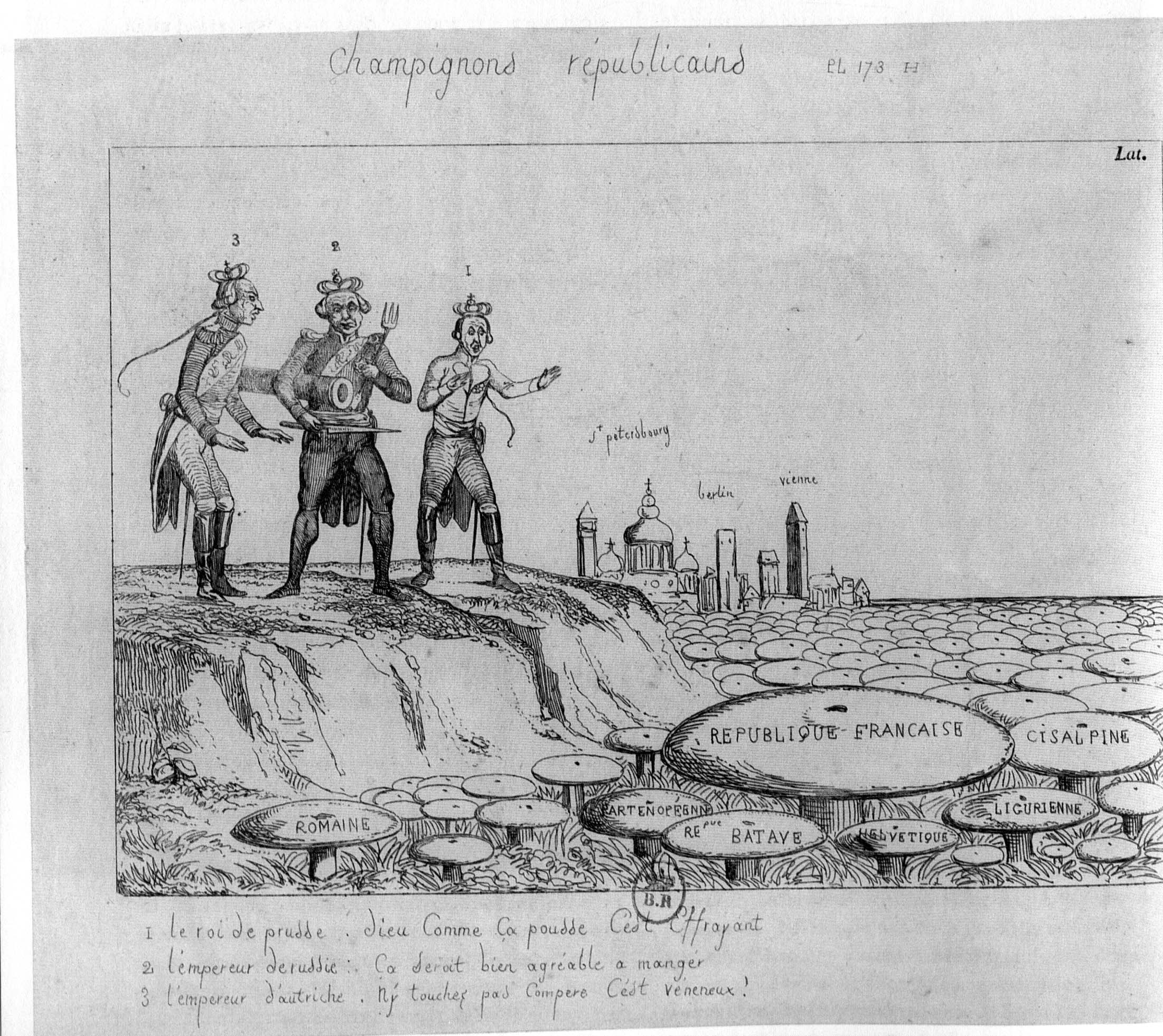
کاریکاتور سال ۱۷۹۹ میلادی، که در آن پادشاهی‌های پروسی («خدا، چجور داره رشد می‌کنه؛ وحشتناکه»)، روسی («باید برای خوردن خوب باشه») و اتریشی («دوست من، دست نزن، سمی هست.»)، می‌نگرند که چگونه جمهوری‌ها همچون قارچ حول فرانسه سبز شده‌اند و به سمت سایر پایتختان اروپایی تسری می‌یابند.

جمهوری خواهر (به فرانسوی: république sœur‎)، جمهوریتی بود که توسط سپاهیان فرانسوی یا توسط انقلابیون محلی تأسیس شد و در جریان جنگ‌های انقلاب فرانسه توسط جمهوری اول فرانسه حمایت گردید. این جمهوری‌ها، هرچند ظاهراً مستقل بودند، هنگام بروز مشکلات، زمانی که جمهوریت‌ها بیشتر یک دولت خودمختار بودند تا یک جمهوری مستقل، به‌صورت گسترده به حمایت و کمک‌های فرانسه متکی بودند، این حالت بعد از اعلان اولین امپراطوری فرانسوی، زمانی که چندین ایالت به هم پیوسته و ایالت‌های باقی‌مانده به سلطنت‌های دست نشانده مبدل شدند، رخ داد.

## تاریخچه
انقلاب فرانسه عصر تحول اجتماعی و سیاسی در فرانسه بود که از ۱۷۸۹ تا ۱۷۹۹ میلادی دوام کرد. جمهوری خواهان که سلطنت شاهی را دور انداختند، از متفکران حاکمیت مردمی، حاکمیت قانون و دموکراسی نیابتی متأثر شده بودند. جمهوری خواهان نظریات و ارزش‌ها را از ویگیسم و فیلسفوفان روشنگری به عاریت گرفتند. جمهوری فرانسه، پخش شدن اصول جمهوریت به اروپا را حمایت کرد، اما بیشتر این جمهوری‌های خواهر ابزاری بود برای کنترول کردن زمین‌های اشغال شده بشکل ترکیبی از قدرت فرانسوی و محلی.